# Adolf von der Nahmer
Adolf Heinrich von der Nahmer (* 28. Juni 1866 in Remscheid-Wendung; † 8. April 1939 in Remscheid) war deutscher Kaufmann und Präsident der Industrie- und Handelskammer Remscheid.

## Leben und Wirken
Adolf von der Nahmer war Sohn des Alexander von der Nahmer (1832–1888) und begann nach dem Abitur eine Kaufmannslehre. 1886 trat er als sogenannter Reisender im Alexanderwerk an, das von seinem Bruder Wilhelm von der Nahmer (1858–1938) geleitet wurde. 1891 übernahm er die Filiale London mit den Vertretungen Paris und Brüssel. Im darauf folgenden Jahr wurde er Teilhaber von Alexanderwerk. Als das Unternehmen 1896 in eine GmbH umgewandelt wurde, wurden Adolf und Wilhelm von der Nahmer sowie Karl B. Luckhaus gleichberechtigte Geschäftsführer. Im selben Jahr heiratete er Elenita (Helene) Böker (1873–1965).
1909 schied Wilhelm aus dem Unternehmen, das 1899 in eine Aktiengesellschaft umgewandelt wurde, aus und Adolf wurde Generaldirektor. Unter seiner Leitung wurde Alexanderwerk zu einem führenden Hersteller von Haushalts- und Küchenmaschinen, Großkücheneinrichtungen und Fleischereimaschinen. 1925 beschäftigte das Unternehmen über 2.800 Mitarbeiter und produzierte im Jahr 1,4 Mio. Haushalts- und 40.000 Großküchen- und Fleischereimaschinen. Von der Nahmer trat von der Leitung des Unternehmens und seinen Ehrenämtern 1929 zurück.
1923 wurde von der Nahmer Präsident der Industrie- und Handelskammer Remscheid (heute Industrie- und Handelskammer Wuppertal-Solingen-Remscheid) als Nachfolger von Moritz Böker. Dieses Amt übte er bis 1929 aus, ihm folgte 1945 Christian Heinrich Wolf.